# Industria automotriz en la Unión Soviética

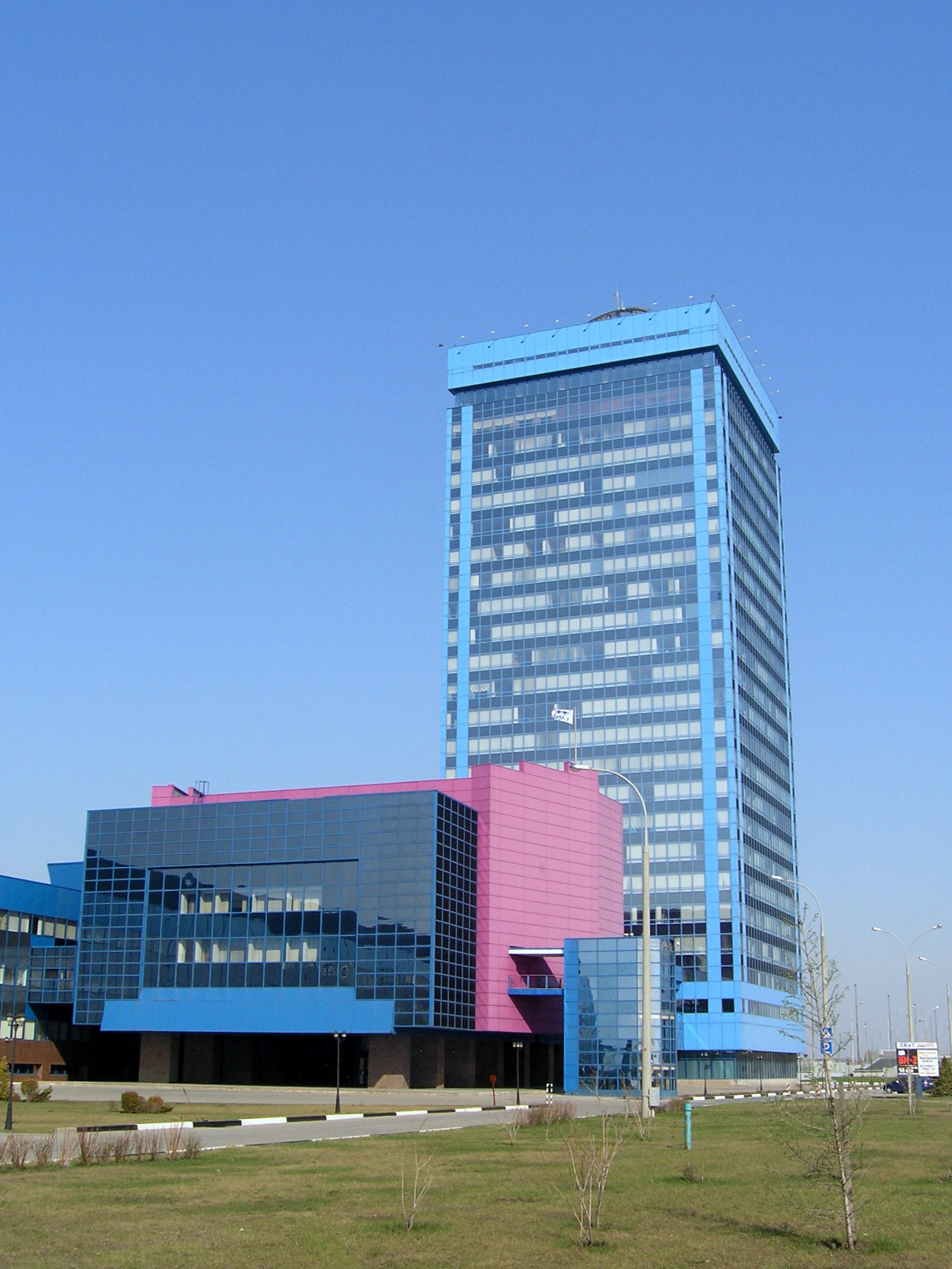
Edificio administrativo de AvtoVAZ, Togliatti, Rusia

La industria automotriz en la Unión Soviética comenzó en el período de 1929-1991. Se inició con la asistencia masiva de naciones occidentales, en especial de Estados Unidos e Italia, creciendo de manera sustancial con grandes avances muy positivos.[cita requerida] Antes de la disolución de la URSS, la producción rondaba cifras de hasta 2.1 a 2.3 millones de unidades por año en toda clase de vehículos. Esto puso al país como el sexto mayor productor de automóviles, ubicándose noveno en la producción de coches de pasajeros, tercero en camiones, y el primero en autobuses.[cita requerida]

## Historia

### Inicios
Ya en la Rusia zarista se producían pequeñas cantidades de automóviles en plantas como: Russo-Balt, Puzyryov, Freze, Lessner. Tras la revolución de 1917, Prombron construyó muy pocas unidades de coches de la Russo-Balt; mientras que AMO-ZiL, modificada tras la fusión entre la ZIS y la AMO, posteriormente llamada ZIL, fabricó los primeros camiones soviéticos basados en un modelo licenciado de la FIAT.
El más antiguo de los fabricantes de autos soviéticos fue GAZ, mejor conocido como Volga, aunque su designación oficial sea Gorkovsky Avtomobilny Zavod. Originalmente se estableció en Nizhny Novgorod en 1929 con la ayuda de la norteamericana Ford.
Al año siguiente, Ford construyó en Moscú una segunda planta para coches de pasajeros, la AZLK. Fue el mayor productor de coches de pasajeros antes de la Segunda Guerra mundial.
En 1937 la Unión Soviética produjo más de 200.000 vehículos: la mayoría de ellos camiones. Esto lo ubico como el segundo productor de camiones del mundo.
Entre 1932 y 1939 se estima que la producción de automóviles en la Unión Soviética aumentó un 844,6%.

### Años 1960-1970
En 1960 la industria soviética del automóvil comienza a diseñar y producir modelos de automóviles para el público general. Para complacer la creciente demanda de la población se decidió producir un auto basado en alguna plataforma extranjera ya existente. Entre las consideradas estuvieron Volkswagen, Ford, Peugeot, Renault y Fiat. Finalmente, se decidió firmar un acuerdo de licenciamiento para comercializar el Fiat 124 por su diseño simple pero robusto. Las instalaciones para producir el vehículo se construyeron en 4 años (entre 1966 a 1970) en un pequeño poblado; Stavropol Volzhsky, que posteriormente sería renombrado como Togliatti; justo después que su población llegara al medio millón de habitantes y como un homenaje al dirigente comunista italiano y determinante en la cooperación italiano-soviética Palmiro Togliatti.
Al mismo tiempo, Izhmash construyó una fábrica en Izhevsk para producir coches licenciados de la AZLK (como el Moskvitch y sus derivados en versión combi). Entre tanto, la planta KamAZ, la que sería luego considerada la mayor planta de producción de camiones en Europa occidental, sería construida en la locación de Naberezhnye Chelny con ayuda y asistencia alemana y norteamericana,[cita requerida] mientras que la GAZ, ZIL, la UralAZ, la KrAZ, MAZ, BelAZ, y otras fábricas continuaban con la producción de otros tipos de coches y camiones.

### Años 1980-Declive
Ya a principios de los 80, la industria automotriz soviética consistía de muchas plantas de fabricación principalmente en manos de conglomerados bajo control gubernamental, las cuales producían varios modelos de autos para los distintos requerimientos del mercado:
- ZAZ: fabricante de los micro coches Zaporozhets (se produjeron al menos unas 150,000 unidades)
- VAZ: productora de los coches Lada, con unas 700,000 unidades producidas anualmente, bajo copias licenciadas del Fiat 124 y otros derivados del coche producido localmente, el Zhiguli (VAZ-2101) (su marca de exportación era la Lada), y con el reputado campero ligero todo-terreno Lada Niva.
- AZLK (Автомобильный завод имени Ленинского Комсомола): originalmente como parte de la marca y corporación GAZ, se convirtió en un "competidor" oficial de la firma VAZ, pero produciendo coches de licencia GAZ, (modelos sin entrada oficial en GAZ), significativamente mejores. Se fabricaron en cantidades menores, (como máximo unos 200,000), coches de diseño doméstico avanzado (pero mucho más fáciles de mantener y reparar que los de VAZ): los Moskvitch's.
- Izhmash: otro "competidor" junto con la familia de coches Moskvitch, pero en los mismos volúmenes de producción (cercanos a las 200,000 unidades).
- GAZ: productor de camiones de carga ligeros, camperos y autos de pasajeros de alto grado, para los oficiales del partido comunista y coches de múltiples usos como el Volga de clase ejecutiva para los oficiales y partidarios del Presídium (más de 100,000 unidades).
- Zavod Imeni Likhacheva (ZIL): manufacturador de autos de lujo y camiones medianos para la élite dirigente del partido comunista (siendo vistas pocas unidades de las limusinas, más no así de los camiones: 20,000 unidades).
- UAZ: productora de camperos de tracción en las cuatro ruedas de capacidad media y ligera principalmente para el ejército (más de 45.000 unidades al año, aún hoy día).
- LuAZ: produce vehículos de tracción 4x4 ligeros, (solo unos cientos producidos).
- Kamaz: fabricante de camiones de capacidad media y pesados, (de entre 20.000 a 50.000 unidades)
- UralAZ: Productor de camiones y chasis para uso militar y civil, (ahora propiedad de IVECO - entre 20.000 a 30.000 unidades.)
- KrAZ - En tierras ucranianas, produce cerca de 5000 camiones de todo tipo, (anteriormente entre 10.000 a 25.000 unidades).
- MAZ (Минский автомобильный завод, Planta Automóviles de Minsk): productor de camiones y autos de pasajeros.
- BelAZ: productor de maquinaria pesada y de vehículos para la industria de la construcción, lanzaderas de misiles y de la producción de petróleos, con más de 100.000 unidades (ahora no llega a las 20.000)

El grueso de la industria automotriz en la Unión Soviética, con una producción anual estimada en las 1.8 millones de unidades, tuvo sus instalaciones más grandes en la ex-república soviética de Rusia. En Ucrania tuvo lugar la segunda más grande; con más de 200.000 unidades anuales, mientras que la industria bielorrusa era la tercera con apenas 40,000. Otras repúblicas soviéticas (RSS's) no tenían niveles significativos de producción, dedicándose meramente al ensamblaje de automóviles. Tan solo las primeras dos repúblicas producían toda clase de automóviles.
A excepción de la planta de la ZAZ y la LuAZ, que se localizaban en la  RSS de Ucrania; la mayor parte de las sedes de las citadas compañías tenían sede en la RFSS de Rusia. Por fuera de Rusia, algunas plantas de camiones se construyeron en Ucrania, Bielorrusia, Georgia, Armenia, y Kirgyzistán para tratar de cubrir la demanda y las metas de industrialización; mientras que las plantas carrozadoras para buses se crearon en Ucrania, Letonia, Lituania, y en la República de Tayikistán, sin cumplir oficialmente sus metas de producción, o en algunos casos, quedaban inconclusas antes de entrar a operar.
La producción doméstica de automotores en la Unión Soviética solo satisfacía un 45% de la demanda doméstica; pero, no se permitía; salvo de las naciones bajo su orbe, la importación de automotores. La industria soviética anualmente exportó unos 300,000 a 400,000 coches, principalmente al mercado de Europa oriental, Pero en algunos casos también exportó coches al mercado occidental; haciendo uso para ello de otras marcas diferentes de las conocidas localmente, o de los nombres de los coches, y bajando sus precios. La calidad de la producción no era muy adecuada y exigente. Pero, esto le permitió ofrecer considerables rebajas en sus precios finales, sobre todo, en modelos italianos alemanes y franceses similares. Pero de alguna forma, se veían comúnmente camiones de procedencia occidental tales com los Volvo, MAN, y en algunas cantidades considerables autobuses (de la planta Ikarus) importadas para cubrir las crecientes demandas internas.

## Después de 1991
Luego de que sucediera la Disolución de la Unión Soviética en 1991, se hizo muy difícil el cambio a las plantas ruso/ucranianas de automóviles dado que sus bajos niveles de calidad y poca diversidad de modelos las pusieran bajo un muy pobre nivel de competitividad frente a los fabricantes extranjeros que comenzaban a llegar con sus coches importados. Algunos auto fabricantes, como AvtoVAZ, se metieron en sociedades cooperativas con productores de otras compañías (como en la sociedad GM-AvtoVAZ y la unión de operaciones con Renault y Nissan) como una forma de sostener la producción en sus fábricas. Otros, como AZLK, se disolverían inicialmente para ser tras ello adquiridas sus instalaciones por fabricantes extranjeros, mientras que otros se siguen sosteniendo con la producción de coches de la era soviética aún en el presente. Hay también casos especiales, como el de la firma ucraniana ZAZ, que se han transformado a sí mismas en nuevas compañías - en el caso de ZAZ ahora es conocida como UkrAVTO.

## Producción histórica de autos por año
| Año  | Producción total de vehículos | Producción de vehículos |
| ---- | ----------------------------- | ----------------------- |
| 1940 | 145,400                       | 5,500                   |
| 1945 | 74,700                        | 5,000                   |
| 1947 | 133,000                       | 9,600                   |
| 1950 | 362,900                       | 64,600                  |
| 1955 | 445,300                       | 107,800                 |
| 1958 | 511,100                       | 122,200                 |
| 1960 | 523,600                       | 138,800                 |
| 1965 | 616,300                       | 201,200                 |
| 1970 | 916,000                       | 344,300                 |
| 1975 | 1,963,900                     | 1,201,200               |
| 1980 | 2,199,000                     | 1,327,000               |
| 1985 | 2,195,700                     | 1,332,300               |
| 1990 | 2,071,950                     | 1,260,200               |

## Fabricantes de automóviles soviéticos y post-soviéticos

### Armenia
- ERAZ

### Azerbaiyán
- Auto Planta de Gyandzha
- Auto Planta de Najicheván

### Bielorrusia
- BelAZ
- MAZ (automóvil)
- Neman (bus)

### Estonia
- ToARZ

### Georgia
- KAZ

### Kazajistán
- Azia Avto

### Kirgyzistán
- Frunse Auto-assembly Plant

### Letonia
- Russo-Balt
- RAF

### Lituania
- KAG

### Rusia
- Avtotor
- AvtoVAZ - Propietaria de la marca Lada.
- AZLK - Ex-propietaria de la marca Moskvitch.
- GAZ
- Izhmash - Ex-propietaria de la marca IzhAvto.
- KamAZ
- KAvZ
- LiAZ
- NefAZ
- PAZ
- SeAZ
- Severstal - Corporación automotriz
- TagAZ
- UAZ
- UralAZ
- ZiL (anteriormente ZiS y AMO)
- ZMA

### Tayikistán
- Tajik Auto-assembly Plant

### Ucrania
- Anto-Rus
- Cherkasky Avtobus
- BAZ
- ChAZ
- Eurocar
- Etalon-Avto
- HalAZ
- KrASZ
- KrAZ
- LAZ
- LuAZ
- ZAZ

### Uzbekistán
- GM Uzbekistan
- SamAuto
- UzDaewooAuto